# Battaglia delle Dune (1658)
La battaglia delle Dune, detta anche battaglia di Dunkerque, fu combattuta il 14 giugno 1658 fra un esercito composto prevalentemente da truppe francesi e contingenti inglesi e olandesi, al comando del Grand Turenne contro l'esercito spagnolo comandato dal fuoriuscito francese principe di Condé e da don Giovanni d'Austria, nell'ambito della guerra franco-spagnola e della guerra anglo-spagnola (1655-1660). La battaglia si concluse con una chiara vittoria della Francia e dei suoi alleati e pose le premesse per la successiva pace dei Pirenei tra Francia e Spagna.

## Antefatti
Nel 1656 i francesi non erano riusciti a impadronirsi dell'Hainaut: avevano perduto parecchie migliaia di soldati nel fallito assedio della città di Valenciennes (15-16 luglio 1656) e il principe di Condé, partito al contrattacco, riuscì a riprendere Condé-sur-l'Escaut e stava per far cadere anche la piazza di Saint-Ghislain, se non fosse venuto a soccorrerla l'armata di riserva del visconte di Turenne.
Il 23 marzo 1657, con il trattato di Parigi, Inghilterra e Francia s'erano alleate contro la Spagna. Le armate del cardinale Mazarino, artefice dell'alleanza con gli inglesi di Cromwell, partirono subito all'attacco delle Fiandre spagnole ma la campagna iniziò male: Cambrai resisteva all'assedio francese. Abbandonata questa operazione, il Turenne marciò su Saint-Venant, poi occupò Mardyck (30 settembre - 3 ottobre), mentre Henri de La Ferté-Senneterre prese Montmédy il 6 agosto a prezzo di un assedio lungo e costoso.
Quindi il Turenne marciò su Dunkerque, che pose sotto assedio il 25 maggio 1658. La città, presa nel 1646 dal principe di Condé, era difesa dal marchese di Lede, che disponeva di 800 cavalieri e di 2 200 fanti, mentre l'armata del Turenne poteva contare su 20 000 soldati francesi e 6 000 inglesi.
L'arciduca don Giovanni d'Austria marciò con le sue truppe in soccorso della città: esse giunsero in vista delle postazioni francesi il 13 giugno affaticati, divisi e privi di artiglieria e di salmerie.
L'armata spagnola, di circa 15 000 uomini, fu suddivisa in due corpi, il corpo spagnolo delle Fiandre al comando di don Giovanni d'Austria, sull'ala destra, e da un corpo meno consistente, costituito da francesi ribelli (frondisti), al comando del principe di Condé sull'ala sinistra.
Il contingente spagnolo comprendeva inoltre circa 3 000 soldati anglo-irlandesi fedeli al re d'Inghilterra, che avrebbero dovuto costituire il nucleo della ancora costituenda armata, per poter attaccare le truppe inglesi.
Questo contingente era comandato da Giacomo II Stuart, duca di York, fratello di quel Carlo II che egli e le sue truppe avrebbero voluto veder ritornare sul trono inglese.

## Lo svolgimento della battaglia
Turenne lasciò alcuni contingenti di truppa a proseguire nell'assedio di Dunkerque e si mosse con il grosso della sua armata contro gli spagnoli. Il 14 giugno i due eserciti si scontrarono. La battaglia durò circa due ore, poi le truppe spagnole si dovettero ritirare.
Il contingente di truppe inglesi, le cosiddette Giubbe Rosse del Nuovo modello di esercito di Cromwell, al comando di William Lockhart, ambasciatore di Cromwell in Parigi, si distinsero particolarmente nella battaglia per la loro grande audacia nell'attaccare, che si mostrò, fra l'altro, nella determinazione d'attacco fino alla conquista di dune fortificate alte 50 metri.
Le perdite spagnole ammontarono a circa 5 000 uomini, fra morti, feriti gravi e prigionieri, mentre quelle degli alleati anglo-francesi non superarono i 500 in tutto.
Il corpo dei frondisti francesi, che stava sull'ala sinistra dello schieramento spagnolo, poté ritirarsi in buon ordine. Anche quello dei realisti inglesi (detti i Cavalier), che combatterono dalla parte degli spagnoli, poterono lasciare il campo di battaglia in qualche modo senza danni, poiché le truppe inglesi che combattevano a fianco di quelle francesi (detti Roundheads), si erano intesi con i connazionali per non versar sangue inglese su un campo di battaglia in terra straniera.
Alla battaglia partecipò il futuro re di Francia Luigi XIV

## Conseguenze
L'esito di questa battaglia segnò anche il destino della città di Dunkerque, che si consegnò alle truppe francesi il 14 giugno. Subito dopo il cardinale Mazarino onorò il patto con Cromwell, consegnando la città portuale agli inglesi.
Ma questa sconfitta delle truppe spagnole fece anche comprendere a Filippo IV di Spagna che non avrebbe potuto difendere a lungo i suoi possedimenti nelle Fiandre se non avesse concluso la pace con Luigi XIV. Un anno dopo, il 7 novembre 1659, fu conclusa la pace dei Pirenei, che pose fine alla guerra franco-spagnola.